# Coeficiente de conductividad térmica
Este coeficiente varía con las condiciones del material (humedad que contiene, temperatura a la que se hace la medición), por lo que se fijan condiciones para hacerlo, generalmente para material seco y 15 °C y en otras ocasiones, 300 K (26,84 °C).
En el Sistema Internacional de Unidades (SI) se mide en vatios / (metro × Kelvin) (W/(m·K)), en kilocaloría / (hora × metro × kelvin) (kcal/(h·m·K)) en el sistema técnico, y en BTU / (hora × pie × Fahrenheit) (BTU/(h·ft·°F)) en el sistema anglosajón.

## Algunos valores típicos de conductividad térmica (λ{\displaystyle \lambda })
| Material               | Conductividad Térmica (W/(m·K)) |
| ---------------------- | ------------------------------- |
| Acero                  | 53                              |
| Acero inoxidable       | 16,3                            |
| Agua                   | 0,58                            |
| Aire                   | 0,024                           |
| Alcohol                | 0,16                            |
| Alpaca                 | 29,1                            |
| Aluminio               | 209,3                           |
| Amianto                | 0,04                            |
| Bronce                 | 116-186                         |
| Cobre                  | 372,1-385,2                     |
| Corcho                 | 0,04-0,30                       |
| Estaño                 | 64,0                            |
| Fibra de vidrio        | 0,03-0,07                       |
| Glicerina              | 0,29                            |
| Hierro dulce           | 79,5[cita requerida]            |
| Ladrillo               | 0,80                            |
| Ladrillo refractario   | 0,47-1,05                       |
| Latón                  | 81 - 119                        |
| Litio                  | 301,2                           |
| Madera                 | 0,13                            |
| Mercurio               | 83,7                            |
| Mica Moscovita         | 0,35                            |
| Níquel                 | 52,3                            |
| Oro                    | 308,2                           |
| Parafina               | 0,21                            |
| Plata                  | 406,1-418,7                     |
| Plomo                  | 35,0                            |
| Poliestireno expandido | 0,025-0,045                     |
| Poliuretano            | 0,018-0,025                     |
| Vidrio                 | 0,6 - 1                         |
| Zinc                   | 106-140[cita requerida]         |